# Синдром Шерешевского — Тёрнера
Синдро́м Шереше́вского — Тёрнера (СШТ) — хромосомный симптомокомплекс, обусловленный частичной или полной моносомией по X-хромосоме, в то время как здоровые женщины имеют и унаследованную от матери хромосому, и хромосому от отца. Характеризуется аномалиями физического развития, низкорослостью, половым инфантилизмом и другими разнящимися признаками. Традиционным методом верифицирования является кариотипирование. Терапия основана на приёме гормонов роста и эстрогенов.

## История и названия
Первое описание наследственного гипогонадизма опубликовал в 1768 году итальянский врач Джованни Баттиста Морганьи.
В 1883 Оскар Кобылинский из Дорпата опубликовал в Archiv für Anthropologie случай 20-летнего юноши, обследовавшегося в связи с лихорадкой неизвестного происхождения. Кобылинский дал очень подробное описание анатомической аномалии шеи, обратил внимание на низкую линию волос, на уровне переносицы соединяющейся с бровями, а также на двустороннюю деформацию наружного уха пациента. Дальнейшие исследования цитировали данный случай, впоследствии признанный синдромом Нунан. Это привело к долгой путанице в литературе, пока не было проведено цитогенетическое разъяснение обоих явлений.
В 1902 году Эрнст Функе, хирург из Нижней Саксонии, описал случай 15-летней девочки с малым ростом, врождённой лимфедемой рук и ног. У неё была избыточная кожа на затылке, которая при рождении проявлялась в виде толстых складок, а позже — в виде заметных боковых перепонок (для которых он придумал термин pterygium colli). Рост пациентки составлял 135 см, и наряду с перепончатой шеей у неё были большие низко расположенные задние угловатые ушные раковины, гипоплазия сосков, недоразвитость вторичных половых признаков и носовая речь с высоким и узким дугообразным нёбом.
Впервые это заболевание как наследственное было описано на примере 25-летней женщины в 1925 году советским эндокринологом Николаем Адольфовичем Шерешевским, который считал, что болезнь обусловлена недоразвитием половых желёз и передней доли гипофиза и сочетается с врождёнными пороками внутреннего развития.
В 1929 году немецкий педиатр из Мюнхена Отто Ульрих дал описание сходных клинических симптомов у девочки 8 лет.
В 1938 году Генри Хьюберт Тёрнер на примере семи женщин выделил характерную для этого симптомокомплекса тетраду: низкий рост, половой инфантилизм, кожные крыловидные складки на боковых поверхностях шеи и деформацию локтевых суставов.
Этиология заболевания (моносомия по X-хромосоме) была раскрыта Чарльзом Эдмундом Фордом с соавторами в 1959 году.
В 1964 году было установлено, что это связано с хромосомной аномалией.
- XLVII. W: Giovanni Battista Morgagni: Epistola anatomica medica. 1768, s. art. 20.
- Funke, O. Pterygium colli. „Dtsch Z Chir”. 63, s. 162-167, 1902.
- Turner HH. A syndrome of infantilism, congenital webbed neck and cubitus valgus // Endocrinology[англ.] : журнал. — Оклахома-Сити, 1938. — 1 ноября (т. 23, № 5). — С. 566—574. — doi:10.1210/endo-23-5-566.
- Ullrich O. Über typische Kombinationsbilder multipler Abartungen (нем.) // Zeitschrift für Kinderheilkunde[англ.] : журнал. — München, 1930. — März (Bd. 49, H. 3). — S. 271—276. — ISSN 1432-1076. — doi:10.1007/BF02248090.
- Bonnevie, K. Die vererbbaren Kopf- und Fußanomalien der Little und Baggschen Mäuserasse in ihrer embryologischen Bedingtheit. „Molecular and General Genetics”. 62. 1, s. 73-84, 1932.
- C. E. Ford, K. W. Jones, P. E. Polani, J. C. De Almeida, J. H. Briggs. A sex-chromosome anomaly in a case of gonadal dysgenesis (Turner's syndrome) (англ.) // The Lancet : журнал. — London, 1959. — 4 April (vol. 273, iss. 7075). — P. 711—713. — ISSN 0140-6736. — doi:10.1016/s0140-6736(59)91893-8. — PMID 13642858..

В русскоязычной литературе заболевание называется «синдром Шерешевского» или «синдром Шерешевского — Тёрнера» (СШТ), в англоязычной — «синдро́м Тёрнера» (англ. Turner syndrome (TS)), в немецкоязычной — «синдро́м У́льриха — Тёрнера» (нем. Ullrich-Turner-Syndrom (UTS)).

## Причины

### Этиология
Помимо полной моносомии по Х-хромосоме, СШТ также может быть вызван структурными изменениями в одной Х-хромосоме. Возможны следующие хромосомные аберрации, приводящие к фенотипу СШТ:
- Х моносомия (45,ХО);
- Частичная или полная делеция короткого плеча Х-хромосомы (delXp);
- Полная делеция длинного плеча Х-хромосомы (delXq);
- Изохромосома длинного плеча Х-хромосомы (i (Xq));
- Кольцевая X хромосома (r (X));
- Маркерная хромосома (46, X + m);
- Мозаицизм, то есть наличие более чем двух клеточных линий у одного человека, чаще всего 45,X/46,XX и 45,X/46,XY.

В зависимости от размера поражений, клинические симптомы отличаются. В случае мозаицизма также может отсутствовать полный спектр симптомов.
| Кариотип                                                                       | Пренатально | Постнатально |
| ------------------------------------------------------------------------------ | ----------- | ------------ |
| 45,X                                                                           | 64 %        | 47 %         |
| 45,X/46,XX                                                                     | 22 %        | 17 %         |
| 45,X/46,XX, i(Xq); 46,X,i(Xq) 45,X/46,X,i(Xq)/47,X,i(Xq),i(Xq) и иные варианты | 4 %         | 12 %         |
| 45,X/46,X,del(X); 46,X,del(X)                                                  | 7 %         | 8 %          |
| 45,X/46,XX/47,XXX; 45,X/47,XXX; 45,X/46,XX/47,XXX/48,XXXX                      | 2 %         | 5 %          |
| 45,X/46,X,r(X)                                                                 | <1 %        | 6 %          |
| 45,X/46,XY                                                                     |             | 3 %          |
| Другие варианты с наличием части Y-хромосомы                                   |             | 3 %          |

### Патофизиология
Картирование Х-хромосомы и изучение некоторых её генов позволили связать некоторые особенности СШТ с нарушением функции определённых генов. Также оказалось, что изменчивость цитогенетического изображения выражается в изменчивости фенотипа пациентов с СШТ, что важно при прогнозировании течения заболевания.
| Ген          | Локус        | Особенности фенотипа                                        | OMIM   |
| ------------ | ------------ | ----------------------------------------------------------- | ------ |
| SHOX (PHOG)  | Xpter-p22.32 | Низкий рост и дефекты конечностей                           | 312865 |
| ODG2 (BMP15) | Xp11.2       | Аномальное развитие гонад                                   | 300247 |
|              | Xp11.4-21.1  | Развитие лимфедемы и крыловидных складок кожи в области шеи |        |
| GBY          | Y            | Гонадобластома                                              | 424500 |
| VSPA         | Xp22.33      | Ограничение нейрокогнитивных способностей                   | 313000 |
| STS          | Xp22.3       | Ограничение нейрокогнитивных способностей                   |        |
| NLGN4X       | Xp22.3       | Ограничение нейрокогнитивных способностей                   |        |

### Факторы риска
Факторы риска развития СШТ недостаточно изучены. Известно, что частота возникновения синдрома не связана с возрастом матери, как при трисомии 21, 18 или 13. Некоторые авторы обнаружили обратно пропорциональную связь между возрастом матери и риском развития СШТ. Была предположена связь между отцовским алкоголизмом и возникновением моносомии Х-хромосомы у ребёнка, но последующие исследования не подтвердили эту гипотезу.

## Классификация в МКБ
В Международной классификации болезней девятого пересмотра (МКБ-9) синдром Тёрнера был включён в хромосомные аномалии под кодом 758.6.
В Международной классификации болезней десятого пересмотра (МКБ-10) синдром Тёрнера включён под кодом Q96 в хромосомные аномалии, не классифицированные в других рубриках, исключая синдром Нунан, и подразделяется на:
- Q96.0 Кариотип 45,X
- Q96.1 Кариотип 46,X iso (Xq)
- Q96.2 Кариотип 46,X с аномальной половой хромосомой, за исключением iso (Xq)
- Q96.3 Мозаицизм 45,X/46,XX или XY
- Q96.4 Мозаицизм 45,X/другая клеточная линия (линии) с аномальной половой хромосомой
- Q96.8 Другие варианты синдрома Тёрнера
- Q96.9 Синдром Тёрнера неуточнённый

В Международной классификации болезней одиннадцатого пересмотра (МКБ-11) синдром Тёрнера под кодом LD50.0 входит в аномалии числа Х-хромосомы, включая моносомию Х и исключая синдром Нунана:
- LD50.00 Кариотип 45,X
- LD50.01 Кариотип 46,X iso (Xq)
- LD50.02 Кариотип 46,X с аномальной половой хромосомой, за исключением iso (Xq)
- LD50.03 Мозаицизм 45,X / 46,XX или XY
- LD50.04 Мозаицизм 45,X / другая клеточная линия с аномальной половой хромосомой

## Эпидемиология
СШТ является одним из самых распространённых генетических нарушений, связанных с аномалиями X-хромосомы. При наличии патологии у плода примерно 99 % беременностей самопроизвольно прерываются в течение первого триместра. Синдром Тёрнера обнаруживается у одного из 15 выкидышей (примерно 6—7 %), данные по США же указывают на около 10 %.
При рождении синдром встречается у одной из 2000—5000 женщин, а среди умственно отсталых — у одной из 1500 (у учениц коррекционных школ 8 типа синдром выявляется в пять раз чаще, чем у учениц общеобразовательных).
Ретроспективный анализ регистрационных карт 387 девочек в возрасте от 11 месяцев до 18,2 лет из базы данных больных СШТ в Украине за период с 2004 по 2013 год продемонстрировал, что из 100 000 живых новорождённых имеют синдром 77,5 девочек, то есть патология встречается примерно у одной из 1290 женщин. Средний возраст на момент постановки диагноза составляет 9,8±4,7 лет. Наиболее часто СШТ диагностируется в пубертатный период; в 1,6 % случаев — на первом году жизни, в 3,5 % — в возрасте от 1 до 4 лет, в 9,3 % — с 4 до 8 лет, в 18,8 % — с 8 до 12 лет, в 66,8 % — после 12 лет.

## Диагностика
Диагноз синдрома Шерешевского — Тёрнера основывается на характерных клинических особенностях, определении полового хроматина (вещества клеточного ядра) и исследовании кариотипа (хромосомного набора).

### Дифференциальная диагностика
Дифференциальный диагноз проводится с:
- Нанизмом (карликовостью), для исключения которого проводится определение содержания гормонов гипофиза в крови, особенно гонадотропинов;
- Синдромом Перро[32];
- Синдромом Нунан, расстройством, которое часто путают с СШТ из-за нескольких общих физических черт.

### В пренатальный период
Синдром Тёрнера может быть диагностирован с помощью амниоцентеза или биопсии хориона во время беременности.
Обычно плод с синдромом Тёрнера можно определить по аномальным результатам УЗИ (например, порок сердца, аномалии почек, кистозная гигрома, асцит). В исследовании, проведённом в 19 европейских регистрах, 67,2 % случаев синдрома Тёрнера, диагностированных до родов, были выявлены по результатам УЗИ. В 69,1 % случаев имелась одна аномалия, а в 30,9 % — не менее двух.
На повышенный риск развития синдрома Тёрнера может также указывать аномальный тройной или четверной скрининг материнских сывороточных маркеров. У плодов, диагностированных при положительном скрининге материнской сыворотки, чаще обнаруживается мозаичный кариотип, чем у плодов, диагностированных на основании ультразвуковых аномалий, и, наоборот, у плодов с мозаичным кариотипом реже встречаются сопутствующие ультразвуковые аномалии.

### В послеродовой период
Синдром Тёрнера может быть диагностирован постнатально в любом возрасте. Часто диагноз ставится при рождении из-за проблем с сердцем, необычно широкой шеи или отёков рук и ног. Однако бывает и так, что заболевание остаётся недиагностированным в течение нескольких лет, часто до тех пор, пока девочка не достигнет возраста полового созревания и не начнёт развиваться типично (изменения, связанные с половым созреванием, не происходят). В детстве на синдром Тёрнера может указывать низкий рост.
Цитогенетический тест, называемый кариотипированием, также известный как хромосомный анализ, исследует хромосомный состав человека и используется для диагностики синдрома Тёрнера. Однако такой способ не всегда выявляет низкий уровень мозаицизма, поэтому рекомендуется комбинировать кариотипирование с методом полимеразной цепной реакции (ПЦР), позволяющим эффективно детектировать моносомию, скрытый мозаицизм и родительское происхождение Х-хромосомы, влияющее на некоторые фенотипические признаки СШТ.

## Клиническая картина

### Пренатальные симптомы
Чёткой связи возникновения синдрома Шерешевского — Тёрнера с возрастом и какими-либо заболеваниями родителей не выявлено. Однако беременности обычно осложняются токсикозом, угрозой выкидыша, а роды часто бывают преждевременными и патологическими. Особенности беременностей и родов, заканчивающихся рождением ребёнка с синдромом Шерешевского — Тёрнера, — следствие хромосомной патологии плода. Нарушение формирования половых желёз при синдроме Шерешевского — Тёрнера обусловлено отсутствием или структурными дефектами одной половой хромосомы (X-хромосомы).
У эмбриона первичные половые клетки закладываются почти в нормальном количестве, но во второй половине беременности происходит их быстрая инволюция (обратное развитие), и к моменту рождения ребёнка количество фолликулов в яичнике по сравнению с нормой резко уменьшено или они полностью отсутствуют. Это приводит к выраженной недостаточности женских половых гормонов, половому недоразвитию, у большинства больных — к первичной аменорее (отсутствию менструаций) и бесплодию. Возникшие хромосомные нарушения являются причиной возникновения пороков развития. Возможно также, что сопутствующие аутосомные мутации играют определённую роль в появлении пороков развития, поскольку существуют состояния, сходные с синдромом Шерешевского — Тёрнера, но без видимой хромосомной патологии и полового недоразвития.
Несмотря на благоприятный постнатальный прогноз, считается, что 99 % случаев СШТ заканчиваются выкидышем или мертворождением, и до 15 % всех спонтанных абортов имеют кариотип 45,X0. Исследование показало, что распространённость СШТ среди протестированных беременностей была соответственно в 5,58 и 13,3 раза выше, чем среди живых новорождённых в аналогичной популяции.

### Пороки развития
При синдроме Шерешевского — Тёрнера у человека могут встречаться следующие симптомы:
- Низкорослость (98 %)
- Общая диспластичность (неправильное телосложение) (92 %)
- Лимфостаз (отёк) рук и ног новорождённого (24 %)
- Бочкообразная грудная клетка и широко расставленные соски (75 %)
- Укорочение шеи (63 %)
- Низкая линия роста волос на затылке (57 %)
- Высокое «готическое» нёбо (56 %)
- Низко посаженные уши, деформация ушных раковин (46 %)
- Бесплодие
- Рудиментарные яичники (недоразвитые структуры гонад, которые впоследствии становятся фиброзными)
- Аменорея, отсутствие менструального цикла
- Увеличение веса, ожирение
- Укорочение метакарпальных и метатарзальных костей и аплазия фаланг (46 %)
- Маленькие ногти
- Специфичные черты лица
- Крыловидные складки кожи в области шеи (46 %)
- Деформация локтевых суставов (36 %),
- Множественные пигментные родинки (35 %),
- Стеноз аортального клапана
- Коарктация аорты
- Двустворчатый аортальный клапан (наиболее распространённая сердечная проблема)
- Повышенное артериальное давление (17 %)
- Подкововидная почка
- Нарушения зрения — склера, роговица, глаукома и др.
- Ушные инфекции и потеря слуха
- Высокое соотношение талии и бёдер (бёдра не намного больше талии)
- Синдром дефицита внимания и гиперактивности
- Невербальные трудности в обучении (проблемы с математикой, социальными навыками и пространственными отношениями)

Другие особенности могут включать небольшую нижнюю челюсть (микрогнатия), cubitus valgus, мягкие поднятые ногти, ладонную складку и опущенные веки. Синдром Шерешевского — Тёрнера проявляется по-разному у каждого человека.

### Строение тела
Отмечаются пороки сердца и крупных сосудов (коарктация аорты, незаращение боталлова протока, незаращение межжелудочковой перегородки, сужение устья аорты), пороки развития почек. Проявляются рецессивные гены дальтонизма и других заболеваний.
Синдром Шерешевского — Тёрнера встречается намного реже, чем трисомия X, синдром Клайнфельтера (XXY, XXXY), а также XYY, что указывает на наличие сильного отбора против гамет, не содержащих половых хромосом, или против зигот ХО. Это предположение подтверждается достаточно часто наблюдаемой моносомией X среди спонтанно абортированных зародышей. В связи с этим допускается, что выжившие зиготы ХО являются результатом не мейотического, а митотического нерасхождения, или утраты X-хромосомы на ранних стадиях развития. Моносомии ҮО у человека не обнаружено. Популяционная частота 1:1500.

Отставание больных с синдромом Шерешевского — Тёрнера в физическом развитии заметно уже с рождения. Примерно у 15 % больных задержка наблюдается в период полового созревания. Для доношенных новорождённых характерна малая длина (42—48 см) и масса тела (2500—2800 г и менее). Характерными признаками синдрома Шерешевского — Тёрнера при рождении являются избыток кожи на шее и другие пороки развития, особенно костно-суставной и сердечно-сосудистой систем, «лицо сфинкса», лимфостаз (застой лимфы, клинически проявляющийся крупными отёками). Для новорождённого характерны общее беспокойство, нарушение сосательного рефлекса, срыгивание фонтаном, рвота. В раннем возрасте у части больных отмечают задержку психического и речевого развития, что свидетельствует о патологии развития нервной системы. Наиболее характерным признаком является низкорослость. Рост больных не превышает 135—145 см, масса тела часто избыточна.

#### Скелетные симптомы
Наиболее важны изменения костно-суставной системы — укорочение пястных и плюсневых костей, аплазия (отсутствие) фаланг пальцев, деформация лучезапястного сустава, остеопороз позвонков. Рентгенологически при синдроме Шерешевского — Тёрнера турецкое седло и кости свода черепа обычно не изменены.
Нормальное развитие скелета тормозится из-за большого разнообразия факторов, в основном гормональных. Средний рост женщины с СШТ при отсутствии лечения гормоном роста составляет 140 см. Пациенты с мозаичным СШТ могут достигать нормального среднего роста.
Четвёртая пястная кость (четвёртый палец и безымянный палец) может быть необычно короткой, как и пятая.
Из-за недостаточной выработки эстрогена у многих людей с СШТ развивается остеопороз. Это может ещё больше снизить рост, а также усугубить искривление позвоночника, что может привести к сколиозу. Также это приводит к повышенному риску переломов костей.

#### Половой инфантилизм
Половое недоразвитие при синдроме Шерешевского — Тёрнера отличается определённым своеобразием. Нередкими признаками являются геродермия (патологическая атрофия кожи, напоминающая старческую) и мошонкообразный вид больших половых губ, высокая промежность, недоразвитие малых половых губ, девственной плевы и клитора, воронкообразный вход во влагалище. Молочные железы у большинства больных не развиты, соски низко расположены. Вторичное оволосение появляется спонтанно и бывает скудным. Матка недоразвита. Половые железы не развиты и представлены обычно соединительной тканью. При синдроме Тёрнера отмечается склонность к повышению артериального давления у лиц молодого возраста и к ожирению с нарушением питания тканей.
При синдроме Шерешевского — Тёрнера половые железы обычно представляют собой недифференцированные соединительнотканные тяжи, не содержащие элементов гонад. Реже встречаются рудименты яичников и элементы яичек, а также рудименты семявыносящего протока.

### Сердечно-сосудистые симптомы
Частота сердечно-сосудистых пороков развития у пациентов с СШТ составляет от 17 % до 45 %. Различия, обнаруженные в различных исследованиях, в основном связаны с различиями в неинвазивных методах, используемых для скрининга, и типами поражений, которые они могут характеризовать. Тем не менее это может быть просто связано с небольшим количеством обследованных людей в большинстве исследований.
Различные кариотипы могут иметь различные показатели сердечно-сосудистых пороков. В двух исследованиях было установлено, что частота сердечно-сосудистых пороков составляет 30 % и 38 % в группе с чистой 45 X0-моносомией. Однако, принимая во внимание другие группы кариотипов, они показали распространённость в 24,3 % и 11 % у людей с мозаичной Х-моносомией и 11 % у людей со структурными аномалиями в Х хромосоме.
Более высокая частота сердечно-сосудистых пороков в группе лиц с чистой 45,X0 моносомий в основном обусловлена разницей в частоте аномалий аортального клапана и коарктации аорты, двух наиболее распространённых сердечно-сосудистых пороков развития.

#### Врождённые пороки сердца
Чаще всего наблюдаются врождённые обструктивные поражения левой стороны сердца, приводящие к уменьшению кровотока на этой стороне сердца. Более 50 % сердечно-сосудистых пороков развития у людей с СШТ в одном исследовании были двустворчатые клапаны аорты или коарктация аорты (обычно предуктальная), отдельно или в комбинации.
Другие врождённые пороки сердечно-сосудистой системы, такие как частичный аномальный венозный отток и стеноз аортального клапана или аортальная регургитация, также чаще встречаются при СШТ, чем в общей популяции. Гипопластический левый сердечный синдром представляет собой наиболее серьёзное сокращение левосторонних структур.

#### Двустворчатый аортальный клапан
До 15 % взрослых с СШТ имеют двустворчатые клапаны аорты, то есть присутствуют только две, вместо трёх, части клапанов в главном кровеносном сосуде, идущие от сердца. Поскольку двустворчатые клапаны способны правильно регулировать кровоток, это состояние может остаться незамеченным без регулярного скрининга. Однако двустворчатые клапаны чаще изнашиваются. Кальцификация также происходит в клапанах, что может привести к прогрессирующей дисфункции клапанов, о чём свидетельствует стеноз аорты или регургитация.
С вероятностью от 12,5 % до 17,5 % двустворчатый аортальный клапан является наиболее распространённым врождённым пороком развития, поражающим сердце при этом синдроме. Обычно он изолирован, но его можно увидеть в сочетании с другими аномалиями, особенно коарктацией аорты.

#### Коарктация аорты
От 5 % до 10 % пациентов с СШТ имеют коарктацию аорты, врождённый порок сердца, проявляющийся сегментарным сужением просвета аорты, обычно дистально от начала левой подключичной артерии и напротив артериального протока (называемого «юкстадуктальным»). Оценки распространённости этого порока развития у пациентов с СШТ варьируются от 6,9 до 12,5 %. Коарктация аорты у женщины наводит на мысль о СШТ и предполагает необходимость дальнейшего обследования, включая кариотипирование.

#### Частичный аномальный венозный дренаж
Эта аномалия является относительно редким врождённым пороком сердца в общей популяции. Распространённость этой аномалии также низкая (около 2,9 %) при СШТ. Тем не менее его относительный риск составляет 320 по сравнению с населением в целом. СШТ, по-видимому, связан с необычными формами частичного аномального венозного дренажа.
У пациента с СШТ эти левосторонние сердечно-сосудистые мальформации могут привести к повышенной восприимчивости к инфекционному эндокардиту. Поэтому следует учитывать приём антибиотиков в профилактических целях при выполнении процедур с высоким риском эндокардита.
СШТ часто ассоциируется с постоянной гипертонией, иногда в детстве. В остальном это обычно связано с сердечно-сосудистыми или почечными нарушениями, включая коарктацию аорты.

#### Расширение аорты, расслоение и разрыв
В двух исследованиях было сделано предположение о дилатации аорты при СШТ, которая обычно затрагивает корень восходящей аорты и иногда распространяется через дугу аорты до нисходящей аорты или в месте предшествующей коарктации восстановления аорты.
Исследование, в котором обследовали 28 девочек с СШТ, выявило больший средний диаметр корня аорты у людей с СШТ, чем в контрольной группе (сопоставимой по площади поверхности тела). Тем не менее диаметр корня аорты, обнаруженный у пациентов с СШТ, все ещё находился в допустимых пределах.
Это было подтверждено исследованием, в котором оценивались 40 пациентов с СШТ. Исследование представило в основном те же результаты: больший средний диаметр корня аорты, который, тем не менее, остаётся в пределах нормы для площади поверхности тела.
Вопрос о том, являются ли диаметры корней аорты, которые относительно велики для площади поверхности тела, но всё же находятся в пределах нормы, предполагают риск прогрессирующего расширения, остаётся недоказанным.

#### Частота аномалий аорты
Распространённость дилатации корня аорты колеблется от 8,8 до 42 % у пациентов с СШТ. Даже если не каждая дилатация корня аорты обязательно приводит к расслоению аорты (периферический или поперечный разрыв интимы), могут возникнуть такие осложнения, как расслоение, разрыв аорты, приводящий к смерти. Естественная история дилатации корня аорты до сих пор неизвестна, но она связана с расслоением и разрывом аорты, которое имеет высокий уровень смертности.
Расслоение аорты поражает 1—2 % пациентов с СШТ. В результате любая дилатация корня аорты должна быть серьёзно учтена, так как это может привести к фатальному расслоению аорты. Рутинное наблюдение настоятельно рекомендуется.

#### Факторы риска разрыва аорты
Сердечно-сосудистые мальформации (как правило, двустворчатый аортальный клапан, коарктация аорты и некоторые другие левосторонние пороки сердца) и гипертония предрасполагают к дилатации и расслоению аорты в общей популяции. Действительно, эти же факторы риска обнаруживаются более чем у 90 % пациентов с СШТ, у которых развивается дилатация аорты. Только небольшое количество пациентов (около 10 %) не имеют явных предрасполагающих факторов риска. Риск артериальной гипертонии увеличивается в три раза у пациентов с СШТ. Из-за его связи с расслоением аорты необходимо регулярно контролировать артериальное давление и агрессивно лечить артериальную гипертензию с целью поддержания артериального давления ниже 140/80 мм рт. Как и при других сердечно-сосудистых мальформациях, осложнения дилатации аорты обычно связаны с 45, X кариотипом.

#### Патогенез расслоения и разрыва аорты
Точная роль, которую эти факторы риска играют в процессе, приводящем к разрыву, неясна. Считается, что дилатация корня аорты обусловлена мезенхимальным дефектом, так как в нескольких исследованиях были обнаружены патологические признаки кистозно-медиального некроза. Связь между подобным дефектом и дилатацией аорты хорошо установлена в таких условиях, как синдром Марфана. Кроме того, аномалии в других мезенхимальных тканях (костный матрикс и лимфатические сосуды) свидетельствуют о сходном первичном мезенхимальном дефекте у пациентов с СШТ. Тем не менее нет доказательств того, что пациенты с СШТ имеют значительно более высокий риск дилатации и расслоения аорты в отсутствие предрасполагающих факторов. Таким образом, риск расслоения аорты при СШТ, по-видимому, является следствием структурных пороков развития сердечно-сосудистой системы и гемодинамических факторов риска, а не отражением врождённой аномалии в соединительной ткани. Естественная история дилатации корня аорты неизвестна, но из-за её летального потенциала необходимо тщательно следить за этой аномалией аорты.

### Почки
Около трети всех женщин с СШТ имеют одну из трёх патологий почек:
- Одна подковообразная почка на одной стороне тела (вместо двух обычных),
- Неправильная система сбора мочи,
- Плохой кровоток в почках.

Некоторые из этих состояний могут быть исправлены хирургическим путём. Даже с этими нарушениями почки у большинства женщин с СШТ функционируют нормально. Однако, как отмечалось выше, проблемы с почками могут быть связаны с гипертонией.

### Щитовидная железа
Приблизительно у трети всех женщин с СШТ есть заболевание щитовидной железы. Обычно это гипотиреоз, в частности тиреоидит Хашимото. При обнаружении его можно легко лечить гормонами щитовидной железы.

### Диабет
Женщины с СШТ имеют умеренно повышенный риск развития диабета 1-го типа в детском возрасте и значительно повышенный риск развития диабета 2-го типа в зрелом возрасте. Риск развития диабета 2-го типа может быть существенно снижен путём поддержания здорового веса.

### Когнитивные симптомы
Интеллект у большинства больных с синдромом Шерешевского — Тёрнера практически сохранён, однако частота умственной отсталости всё же выше, чем в популяции. В психическом статусе больных с СШТ главную роль играет своеобразный психический инфантилизм с эйфорией при хорошей практической приспособляемости и социальной адаптации. У многих больных наблюдаются сниженные познавательные интересы, недостаточность пространственных представлений, недоразвитие эмоционально-волевой сферы и отсутствие творческих запросов.
Люди с СШТ имеют нормальный интеллект и вербальные навыки, но могут демонстрировать более слабые невербальные навыки — особенно в арифметике, некоторых визуальных и пространственных навыках и скорости обработки. СШТ обычно не вызывает умственную отсталость. Тем не менее трудности с обучением характерны для людей с СШТ, особенно это касается специфических трудностей восприятия пространственных отношений, таких как невербальное расстройство обучения. Хотя это невозможно исправить, в большинстве случаев это не вызывает трудностей в повседневной жизни. Большинство пациентов с СШТ ведут обычный образ жизни.
Редкая разновидность СШТ, известная как «Ring-X Turner syndrome», в 60 % связана с умственной отсталостью. На этот тип приходится около 2—4 % всех случаев СШТ.
Социальные трудности, по-видимому, являются областью уязвимости для людей с СШТ. Консультирование таких пациентов и их семей о необходимости тщательно развивать социальные навыки и отношения может оказаться полезным для продвижения социальной адаптации. Люди с СШТ могут испытывать негативные психосоциальные последствия, которые можно предотвратить с помощью раннего вмешательства и предоставления соответствующей психологической и психиатрической помощи. Генетические, гормональные и медицинские проблемы, связанные с СШТ, вероятно, влияют на психосексуальное развитие таких пациентов и, таким образом, влияют на их психологическое функционирование, модели поведения, социальные взаимодействия и способности к обучению. Хотя СШТ представляет собой хроническое заболевание с возможными физическими, социальными и психологическими осложнениями в жизни, заместительная гормональная терапия, а также вспомогательная репродукция являются методами лечения, которые могут быть полезны для пациентов с СШТ и могут улучшить их качество жизни. Исследования показывают возможную связь между возрастом на момент постановки диагноза и увеличением употребления психоактивных веществ и симптомами депрессии.

### Репродуктивные проблемы
Люди с СШТ практически всегда бесплодны. Хотя некоторые женщины с СШТ успешно забеременели и перенесли беременность, это очень редкое явление и обычно встречается у тех женщин, у которых кариотип не 45,X0. Даже когда такие беременности случаются, риск выкидыша или врождённых дефектов выше, чем в среднем, включая СШТ или синдром Дауна. Некоторые женщины с СШТ, которые не могут зачать ребёнка без медицинского вмешательства, могут использовать ЭКО или другие методы лечения бесплодия.
Обычно заместительная терапия эстрогенами используется для стимулирования роста вторичных половых признаков в то время, когда должно наступить половое созревание. В то время как очень немногие женщины с СШТ имеют спонтанные менструации, терапия эстрогенами требует регулярного выделения слизистой оболочки матки для предотвращения её чрезмерного роста. Снятие кровотечения может быть вызвано ежемесячно, как менструация, или реже, обычно каждые три месяца, если пациент желает. Эстрогенная терапия не делает женщину с нефункциональными яичниками фертильной, но она играет важную роль в вспомогательной репродукции; здоровье матки должно поддерживаться эстрогеном, если подходящая женщина с СШТ желает использовать ЭКО (с применением донорских ооцитов).
Особенно в мозаичных случаях СШТ, который содержит Y-хромосому (например, 45,X/46,XY) из-за риска развития злокачественной опухоли яичника (наиболее распространённой является гонадобластома), рекомендуется гонадэктомия. СШТ характеризуется первичной аменореей, преждевременной недостаточностью яичников (гипергонадотропный гипогонадизм), гонадой и бесплодием (однако технология (особенно донорство яйцеклетки) обеспечивает возможность беременности у таких пациентов). Неспособность развить вторичные половые признаки является типичной ситуацией.
Поскольку всё больше женщин с СШТ завершают беременность благодаря современным методам лечения бесплодия, беременность может представлять риск сердечно-сосудистых осложнений для матери. Несколько исследований показали повышенный риск расслоения аорты при беременности. Влияние эстрогена было изучено, но остаётся неясным. Высокий риск расслоения аорты во время беременности у женщин с СШТ может быть связан с повышенной гемодинамической нагрузкой, а не с высоким уровнем эстрогена.

### Сочетание с синдромом Алажилля
В 2011 году впервые в литературе был описан клинический случай редкого сочетания мозаичного варианта СШТ с Синдромом Алажилля, диагностированного по результатам биопсии печени и цитогенетического обследования.

## Терапия
Будучи хромосомным заболеванием, СШТ не лечится. Однако можно сделать многое, чтобы свести симптомы к минимуму. Хотя большинство физических проявлений безвредны, с синдромом могут быть связаны серьёзные медицинские проблемы. Большинство из этих недугов поддаются хирургическому вмешательству и другим методам лечения, включая гормональную терапию.

### Терапия гормоном роста
На первом этапе терапия заключается в стимуляции роста тела анаболическими стероидами и другими анаболическими препаратами. Лечение следует проводить минимальными эффективными дозами анаболических стероидов с перерывами при регулярном гинекологическом контроле.
В последнее время для увеличения показателей окончательного роста проводится терапия соматотропином.

### Терапия эстрогенами
Главным видом терапии больных является эстрогенизация (назначение женских половых гормонов), которую следует проводить с 14—16 лет. Лечение приводит к феминизации телосложения, развитию женских вторичных половых признаков, улучшает трофику (питание) половых путей, уменьшает повышенную активность гипоталамо-гипофизарной системы. Лечение следует проводить в течение всего детородного возраста больных.
Если с помощью гормональной терапии удаётся вырастить до нормальных размеров матку, то беременность у таких больных возможна с помощью ЭКО с донорской яйцеклеткой. Случаи, где сохранились свои яйцеклетки, единичны.

### Прогноз
Прогноз для жизни при синдроме Шерешевского — Тёрнера благоприятный, исключение составляют больные с тяжёлыми врождёнными пороками сердца и крупных сосудов и почечной гипертензией. Лечение женскими половыми гормонами делает больных способными к семейной жизни, однако абсолютное большинство из них остаются бесплодными.

### Комментарии
1. ↑  Коррекционные школы 8 типа предназначены для детей с лёгкой умственной отсталостью[30].